# 汉克斯维尔 (犹他州)
汉克斯维尔（英文：Hanksville），是美国犹他州韦恩县下属的一座城市。建市于 1882年，面积大约为1.92平方英里（5平方公里），海拔约为4,291英尺（1,308米）。根据2010年美国人口普查，该市有人口219人。